# Éric Espagno
Éric Espagno, né le 3 janvier 1984 à Toulouse (Haute-Garonne), est un joueur français de rugby à XV qui évolue au poste de troisième ligne aile (1,94 m pour 102 kg). 

## Carrière
- Nice UR  France
- Stade toulousain  France
- 2003-2007 : RC Toulon  France
- 2007-2008 : Amatori Catane  Italie
- 2008-2010 : FC Auch  France
- 2010-2011: Rugby Nice CA UR  France
- 2011-2012 Union sportive montalbanaise  France

## Palmarès

### En club
- Champion de France de Pro D2 : 2005

### En équipe nationale
- Équipe de France universitaire : 2 sélections en 2006 (Angleterre U, Espagne)[réf. nécessaire]